# In Your Room
In Your Room  este o piesă a formației britanice Depeche Mode. Piesa a apărut pe albumul Songs of Faith and Devotion, în 1994.